# Norte Catarinense
Norte Catarinense è una mesoregione dello Stato di Santa Catarina in Brasile.

## Microregioni
È suddivisa in 3 microregioni:
- Canoinhas
- Joinville
- São Bento do Sul